# Ispringen
Ispringen ist eine Gemeinde im Enzkreis in Baden-Württemberg, etwa drei Kilometer von Pforzheim entfernt.

## Gemeindegliederung

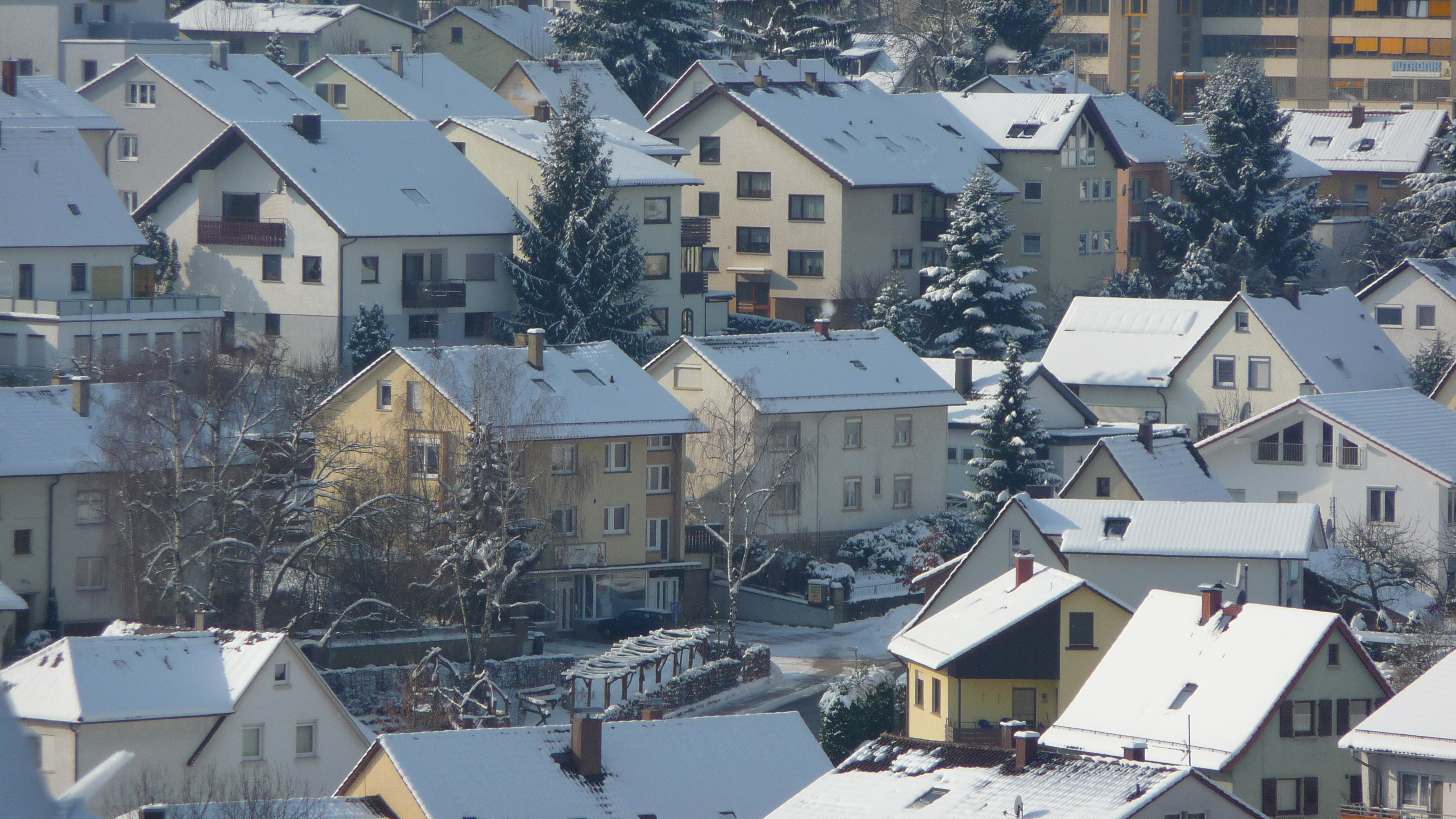
Ispringen

Zur Gemeinde Ispringen gehören das Dorf Ispringen und der Ort „Katharinentalerhof, Gesindehaus“.

## Geschichte

### Frühe Geschichte
Ispringen wurde im Jahre 1272 erstmals als Urspringen urkundlich erwähnt. Der frühere Name weist darauf hin, dass die Siedlung wahrscheinlich im Quellgebiet des Kämpfelbachs erfolgte. Die Herrschaft über das Dorf lag seit 1365 beim Dominikanerinnenkloster von Pforzheim. Nachdem dieses mit der Reformation aufgelöst worden war, gehörte das Dorf den Markgrafen von Baden. Der Besitz an Ispringen war im Wesentlichen in sieben Lehensgüter mit zusammen rund 400 Morgen Ackerflächen, Wiesen und Weinbergen aufgeteilt. Der größte dieser Höfe, der Oberhof, ist bereits im Jahr 1355 als Besitz des Frauenklosters nachgewiesen. In den Nachkriegsjahren fokussierte sich die Gemeinde auf die Errichtung sowie Erschließung neuer Wohnquartiere. Im zeitlichen Rahmen der zurückliegenden Jahre galt es zudem, den Ortskern zu sanieren; der Gebäudebestand wurde saniert, Straßenzüge weitgehend neugestaltet.

### Religionen
Um 1370 übernahm die Pfarrkirche in Ispringen die Nachfolge der Kirche im untergegangenen ehemaligen Ort Neidlingen. Die Reformation wurde Mitte des 16. Jahrhunderts durch die Markgrafen von Baden eingeführt. Im 19. Jahrhundert machte der örtliche Pfarrer Georg Friedrich Haag den Ort zum Mittelpunkt einer Erweckungsbewegung, die gegen den Willen der Evangelischen Landeskirche in Baden am reinen lutherischen Glauben festhalten wollte. Die Siloah-Gemeinde spaltete sich daraufhin 1855 von der Landeskirche ab und beteiligte sich an der Gründung der Evangelisch-Lutherischen Kirche in Baden. Die Gemeinde Ispringen hat ca. 6000 Einwohner und Einwohnerinnen, zur evangelischen Kirchengemeinde gehören etwa 2200 (37 %) Einwohner in Ispringen.

### 19. und 20. Jahrhundert
Seit 1806 war Ispringen Bestandteil des Großherzogtums Baden und gehörte seit 1819 zum Oberamt Pforzheim, seit 1864 zum Bezirksamt Pforzheim und seit dem 25. Juni 1939 zum Landkreis Pforzheim. 1945 wurde Ispringen Teil der Amerikanischen Besatzungszone und gehörte somit zum neu gegründeten Land Württemberg-Baden, das 1952 im jetzigen Bundesland Baden-Württemberg aufging. 1973 erfolgte die Kreisreform in Baden-Württemberg, bei der Ispringen zum neu entstandenen Enzkreis kam.

### Einwohnerentwicklung
Die Einwohnerzahlen sind Volkszählungsergebnisse (¹) oder amtliche Fortschreibungen des Statistischen Landesamtes Baden-Württemberg (nur Hauptwohnsitze).
| Jahr                 | Einwohner |
| -------------------- | --------- |
| 3. Dezember 1871 ¹   | 1119      |
| 1. Dezember 1900 ¹   | 1633      |
| 17. Mai 1939 ¹       | 2332      |
| 13. September 1950 ¹ | 2843      |
| 6. Juni 1961 ¹       | 4111      |
| 27. Mai 1970 ¹       | 6413      |
| 31. Dezember 1980    | 5940      |

| Jahr              | Einwohner |
| ----------------- | --------- |
| 31. Dezember 1990 | 6175      |
| 31. Dezember 1995 | 6191      |
| 31. Dezember 2000 | 6066      |
| 31. Dezember 2005 | 6027      |
| 31. Dezember 2010 | 5979      |
| 31. Dezember 2015 | 6072      |
| 31. Dezember 2020 | 5996      |

## Politik

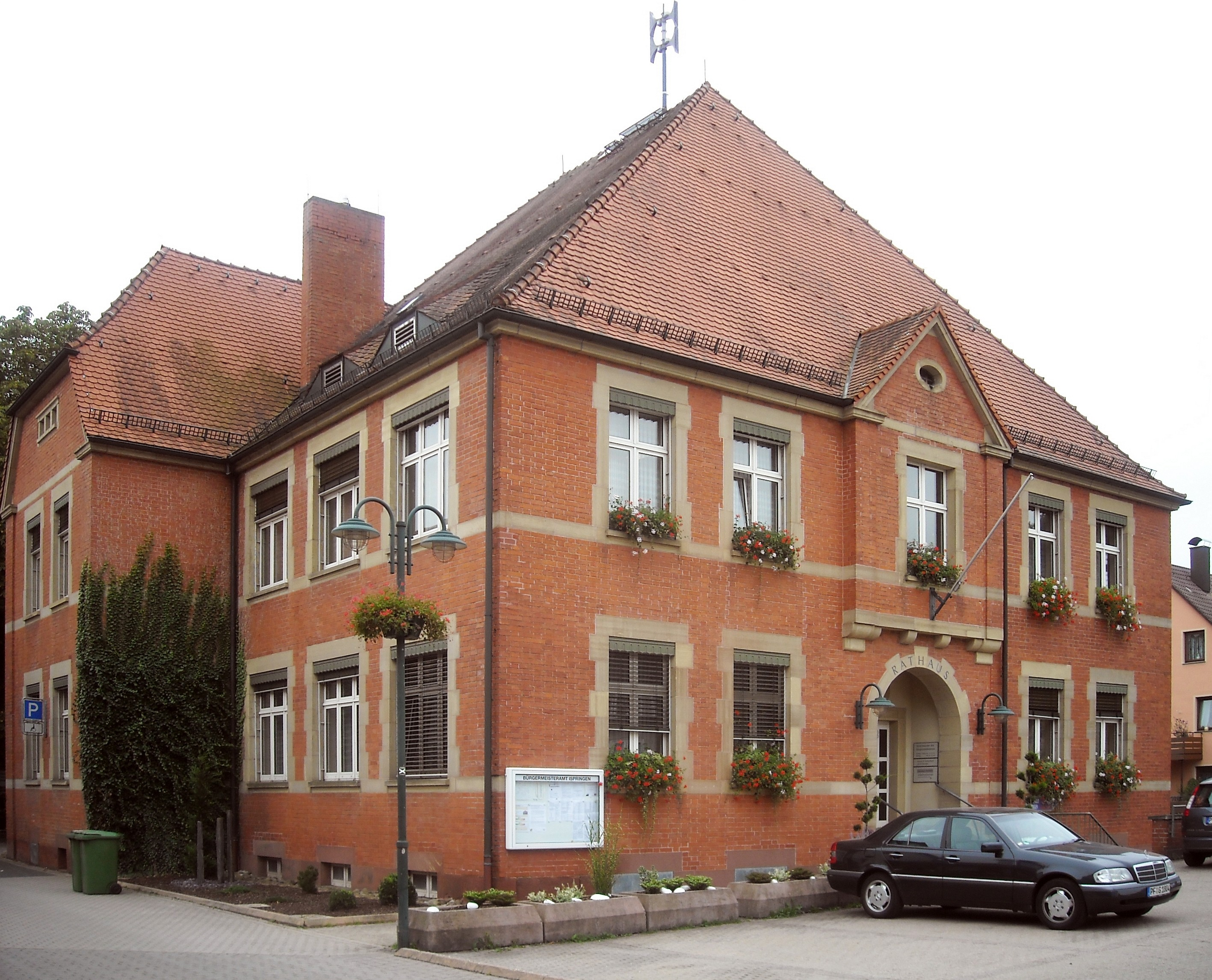
Rathaus

### Bürgermeister
Bei der Bürgermeisterwahl am 5. April 2009 setzte sich Volker Winkel (parteilos) mit 76,70 Prozent der abgegebenen gültigen Stimmen bei einer Wahlbeteiligung von 55 Prozent gegen seinen Mitbewerber und Gemeinderat Stefan Jung (CDU) durch. Der bisherige Amtsinhaber Heinrich Kemmet schied krankheitsbedingt aus dem Dienst aus. Im Februar 2017 unterlag Winkel nach nur einer Amtsperiode dem ebenfalls parteilosen Thomas Zeilmeier. Dieser wurde am 27. April 2017 auf sein neues Amt verpflichtet. Zeilmeier wurde am 9. Februar 2025 mit 95,2 Prozent der Stimmen für eine zweite Amtszeit wiedergewählt.

### Gemeinderat
Der Gemeinderat in Ispringen besteht aus den 18 gewählten ehrenamtlichen Gemeinderäten und dem Bürgermeister als Vorsitzendem. Der Bürgermeister ist im Gemeinderat stimmberechtigt.
Die Kommunalwahl am 9. Juni 2024 führte zu folgendem Ergebnis.
| Parteien und Wählergemeinschaften | Parteien und Wählergemeinschaften           | % 2024  | Sitze 2024 | % 2019 | Sitze 2019 | Kommunalwahl 2024 %403020100 31,26 %25,69 %22,72 %20,33 % FWLMUCDUSPDGewinne und Verlusteim Vergleich zu 2019 %p 6 4 2 0 −2 −4 −6+2,91 %p−5,37 %p+4,93 %p−2,46 %pFWLMUCDUSPD |
| FW                                | Freie Wähler Ispringen                      | 31,26   | 5          | 28,35  | 5          | Kommunalwahl 2024 %403020100 31,26 %25,69 %22,72 %20,33 % FWLMUCDUSPDGewinne und Verlusteim Vergleich zu 2019 %p 6 4 2 0 −2 −4 −6+2,91 %p−5,37 %p+4,93 %p−2,46 %pFWLMUCDUSPD |
| LMU                               | Liste Mensch Umwelt                         | 25,69   | 5          | 31,06  | 6          | Kommunalwahl 2024 %403020100 31,26 %25,69 %22,72 %20,33 % FWLMUCDUSPDGewinne und Verlusteim Vergleich zu 2019 %p 6 4 2 0 −2 −4 −6+2,91 %p−5,37 %p+4,93 %p−2,46 %pFWLMUCDUSPD |
| CDU                               | Christlich Demokratische Union Deutschlands | 22,72   | 4          | 17,79  | 3          | Kommunalwahl 2024 %403020100 31,26 %25,69 %22,72 %20,33 % FWLMUCDUSPDGewinne und Verlusteim Vergleich zu 2019 %p 6 4 2 0 −2 −4 −6+2,91 %p−5,37 %p+4,93 %p−2,46 %pFWLMUCDUSPD |
| SPD                               | Sozialdemokratische Partei Deutschlands     | 20,33   | 4          | 22,79  | 4          | Kommunalwahl 2024 %403020100 31,26 %25,69 %22,72 %20,33 % FWLMUCDUSPDGewinne und Verlusteim Vergleich zu 2019 %p 6 4 2 0 −2 −4 −6+2,91 %p−5,37 %p+4,93 %p−2,46 %pFWLMUCDUSPD |
| gesamt                            | gesamt                                      | 100,0   | 18         | 100,0  | 18         | Kommunalwahl 2024 %403020100 31,26 %25,69 %22,72 %20,33 % FWLMUCDUSPDGewinne und Verlusteim Vergleich zu 2019 %p 6 4 2 0 −2 −4 −6+2,91 %p−5,37 %p+4,93 %p−2,46 %pFWLMUCDUSPD |
| Wahlbeteiligung                   | Wahlbeteiligung                             | 61,96 % | 61,96 %    | 56,8 % | 56,8 %     | Kommunalwahl 2024 %403020100 31,26 %25,69 %22,72 %20,33 % FWLMUCDUSPDGewinne und Verlusteim Vergleich zu 2019 %p 6 4 2 0 −2 −4 −6+2,91 %p−5,37 %p+4,93 %p−2,46 %pFWLMUCDUSPD |

### Wappen
Das Wappen zeigt auf rotem Grund eine goldene Schafschere.

### Verkehr
Ispringen verfügt über einen Haltepunkt an der Bahnstrecke Karlsruhe–Mühlacker. Dort hält die Stadtbahnlinie S5 tagsüber mindestens halbstündlich. Ein zweiter Haltepunkt an der Kämpfelbachquelle (Ispringen West) ist in Planung. Die Bundesautobahn 8 ist über die Anschlussstellen Pforzheim-West oder Pforzheim-Nord in jeweils rund fünf Kilometer Entfernung zu erreichen.
Durch eine Alltagsroute aus dem Radnetz Baden-Württemberg ist Ispringen über Kämpfelbach (Ersingen und Bilfingen), Königsbach, Remchingen und Pfinztal mit Karlsruhe und in der anderen Richtung mit Pforzheim verbunden.

## Kultur und Sehenswürdigkeiten

### Bauwerke
- Evangelische Kirche, erbaut 1775–77
- 76 Meter hoher Fernmeldeturm der Deutschen Telekom AG in Stahlbetonbauweise auf dem Hohberg (Geographische Koordinaten: 8°41′20″ östliche Länge, 48°55′15″ nördliche Breite)

### Naturdenkmäler

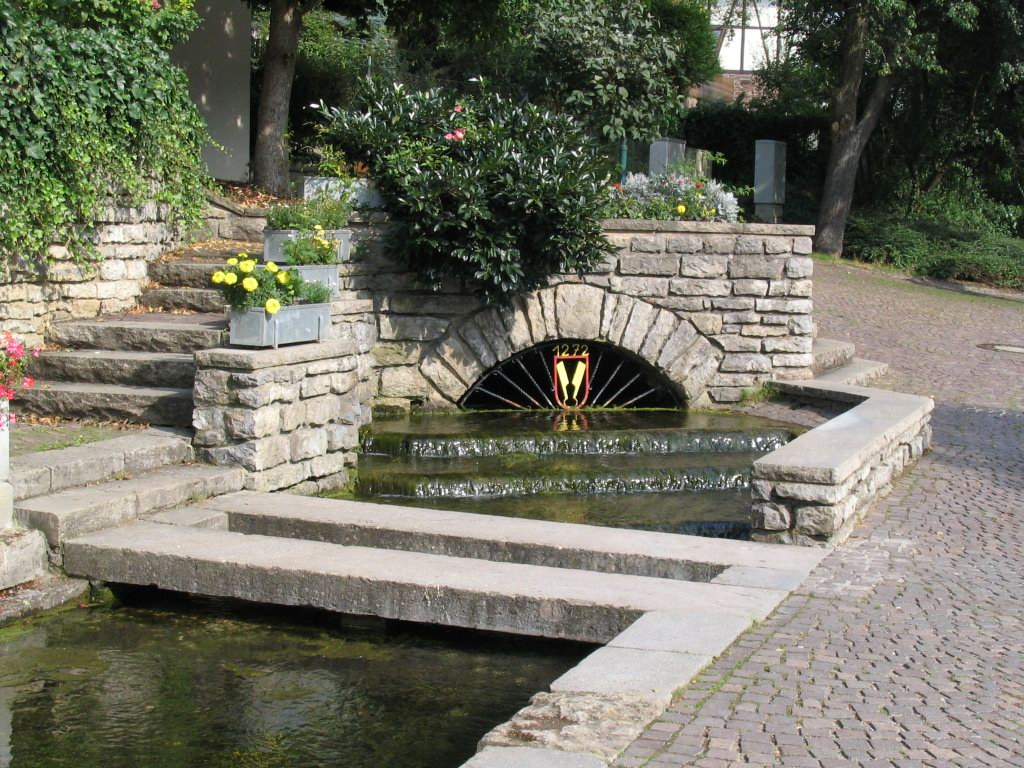
Kämpfelbachquelle an der L570

- Quelle des Kämpfelbachs an der Durchfahrtsstraße
- Russeneiche am Ochsenweg. Benannt nach dem Russlandfeldzug Napoleons, die Franzosen sollen dort Rast gemacht haben. Die Eiche ist an die 500 Jahre alt.

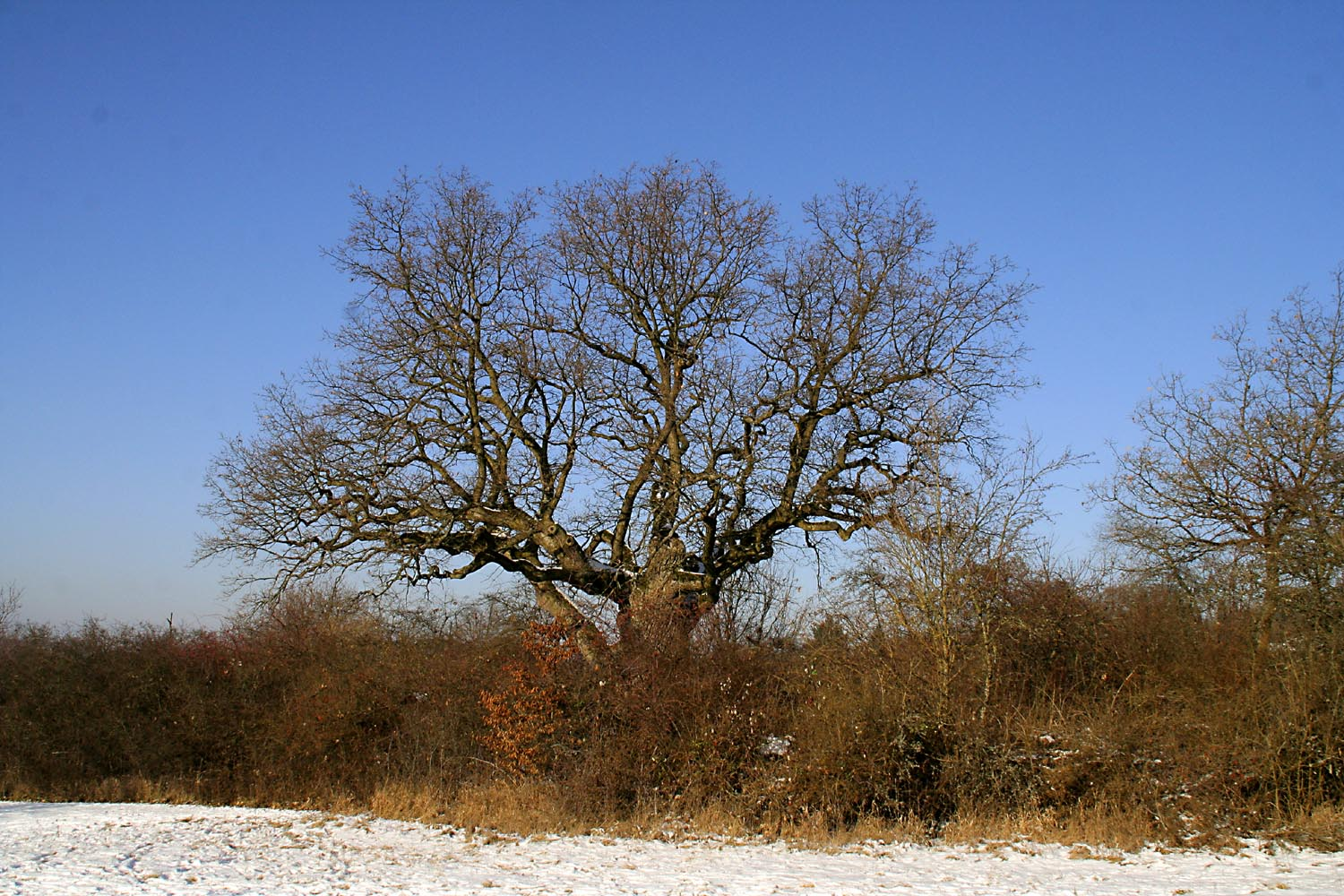
Russeneiche am Ochsenweg Ispringen

### Regelmäßige Veranstaltungen
- Urspringer Kosaken Fescht
- Sportfest des 1. FC Ispringen
- Volleyballtriathlon des 1. Ispringer Volleyballverein
- 1. Maifest auf dem Jünglingsplatz
- Modellbahntag der Eisenbahnfreunde Ispringen e. V.
- Robert-Bürkle-Gedächtnisturnier des TV Ispringen-Handball
- „Kulturbesen“: Kleinkunstveranstaltungen des SPD-Ortsvereines mit Vesper
- Weihnachtskonzert des GV Liederkranz am letzten Samstag vor hl.Abend
- Gesangskulturtag des GV Liederkranz
- Goldener Oktober
- Pfingstfest Obst- und Gartenbauverein e. V.

### Bildung
- Die örtliche Grund- und Hauptschule mit Werkrealschule ist die Otto-Riehm-Schule.
- Die Schule am Winterrain ist eine Schule für Schülerinnen und Schüler mit einer geistigen Behinderung. Der Träger der Schule ist nicht die Gemeinde Ispringen, sondern der Enzkreis.

### Söhne und Töchter der Gemeinde
- August Valentin Kautz (* 5. Januar 1828; † 4. September 1895), Auswanderer, Deutsch-Amerikaner, Unionsoffizier und Brigadegeneral im Sezessionskrieg

### Personen mit Bezug zu Ispringen
- Dieter Kosslick (* 30. Mai 1948), seit 2001 Leiter der Internationalen Filmfestspiele Berlin

## Partnergemeinde
Die Partnergemeinde ist die Stadt Castelnuovo Cilento (Kampanien) Italien. Der Partnerschaftsvertrag besteht seit 2014.